# Яромеж (Члуховський повіт)
Яромеж (пол. Jaromierz) — село в Польщі, у гміні Члухув Члуховського повіту Поморського воєводства.
Населення — 208 осіб (2011).
У 1975-1998 роках село належало до Слупського воєводства.

## Демографія
Демографічна структура станом на 31 березня 2011 року:
|          | Загалом | Допрацездатний вік | Працездатний вік | Постпрацездатний вік |
| -------- | ------- | ------------------ | ---------------- | -------------------- |
| Чоловіки | 96      | 19                 | 69               | 8                    |
| Жінки    | 112     | 28                 | 71               | 13                   |
| Разом    | 208     | 47                 | 140              | 21                   |